# Ludvig Holberg

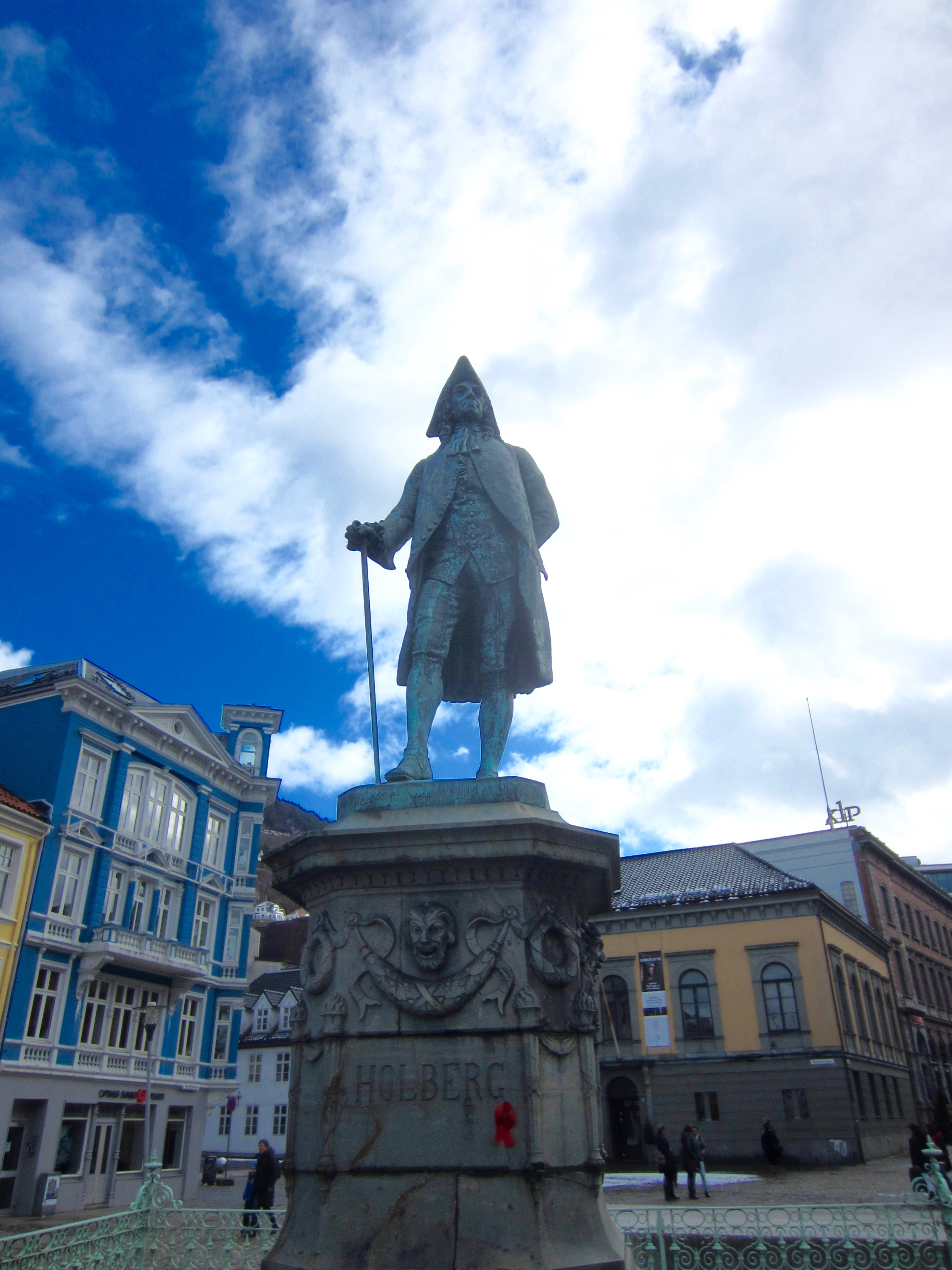
Ludvig Holberg, staty i Bergen av John Börjeson.

Ludvig Holberg, född 3 december 1684 i Bergen, död 28 januari 1754 i Köpenhamn, var en norsk-dansk författare och historiker vars dramatik har världsrykte.

## Biografi

### Uppväxt och utbildning
Ludvig Holberg föddes i Bergen som son till en överstelöjtnant, Christian Nielsen Holberg. Båda föräldrarna dog under hans barndom. Först hans far, som efterlämnade en betydande förmögenhet. Då Holberg var tio år miste han också sin mor. Före moderns död hade familjen mist stora rikedomar i en brand som härjade flera byggnader i Bergen, men modern efterlämnade trots det en liten förmögenhet till sina sex barn. År 1695 flyttade Holberg in hos sin farbror, Peter Lem, som sände honom till latinskolan, katedralskolan i Bergen, och förberedde honom för ett yrke som soldat. Därefter blev han adopterad av sin kusin Otto Munthe i Gudbrandsdalen.

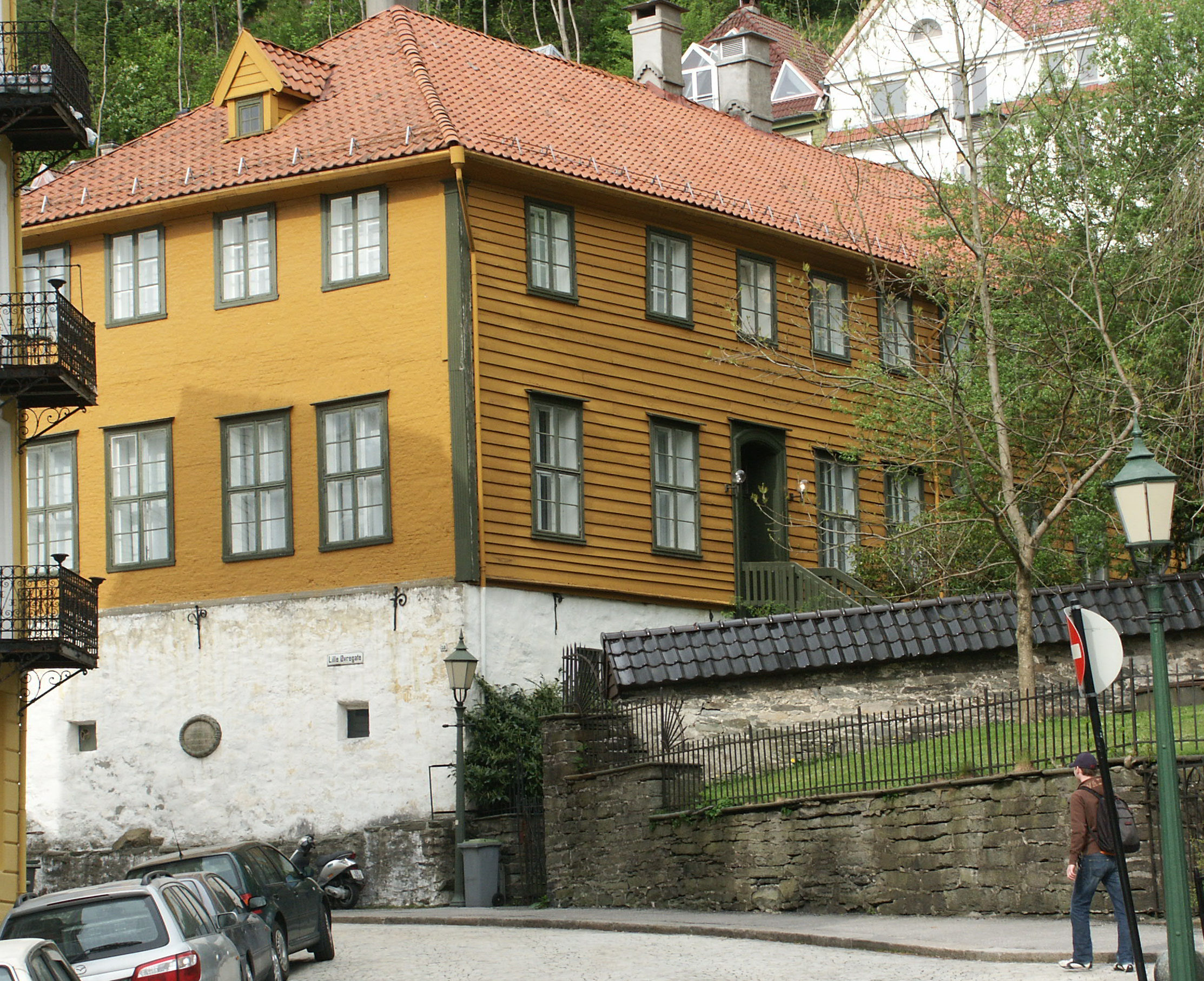
Latinskolen i Lille Øvregate i Bergen, där Holberg var elev. Byggnaden ligger norr om domkyrkan. Träbyggnaden uppe på murarna är uppförd efter Holbergs tid. Dagens katedralskola ligger på sydsidan.

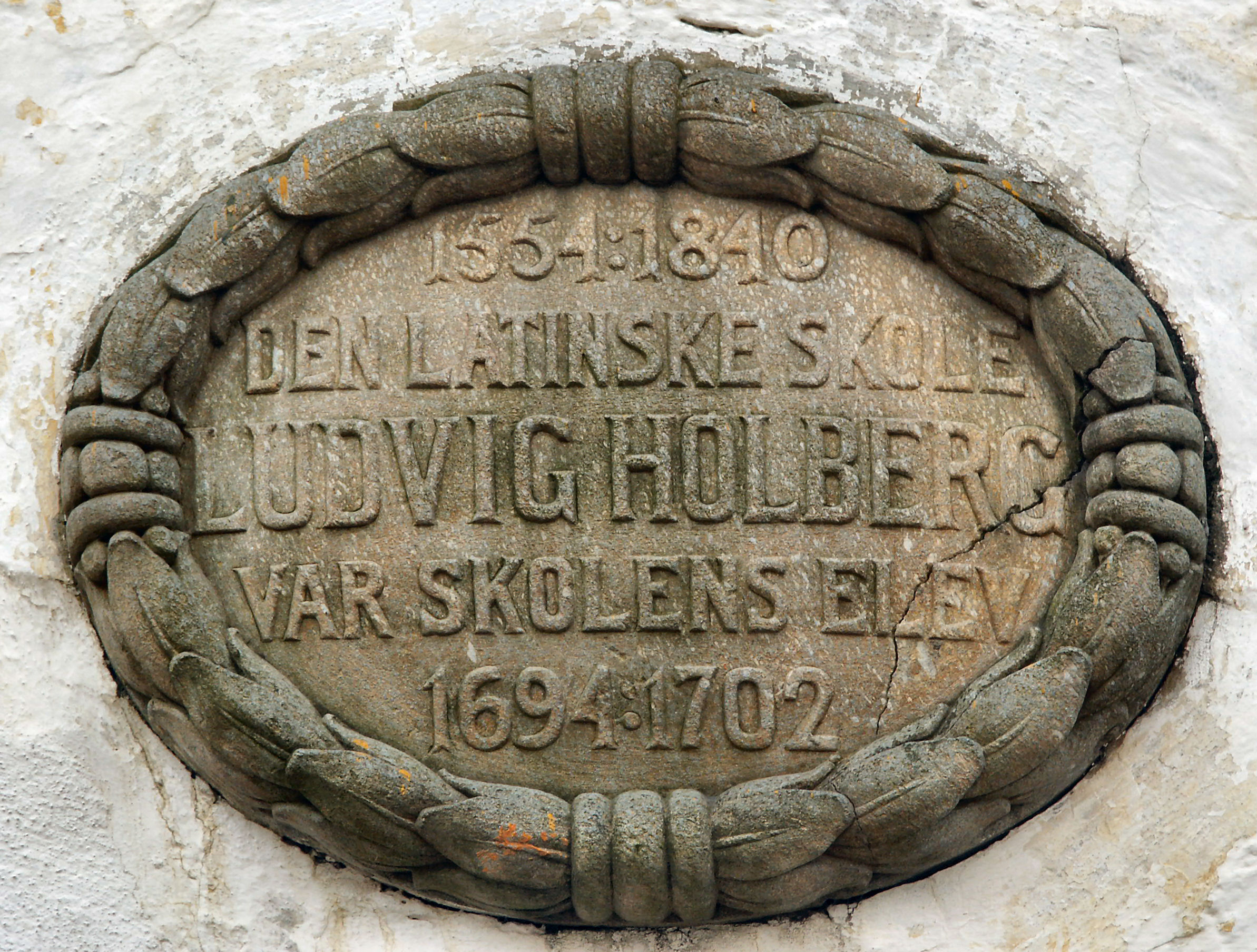
Minnesplatta med texten «1554 – 1840. Den latinske skole. Holberg var skolens elev 1694 – 1702». Minnesplattan kan skymtas på muren i bilden ovanför.

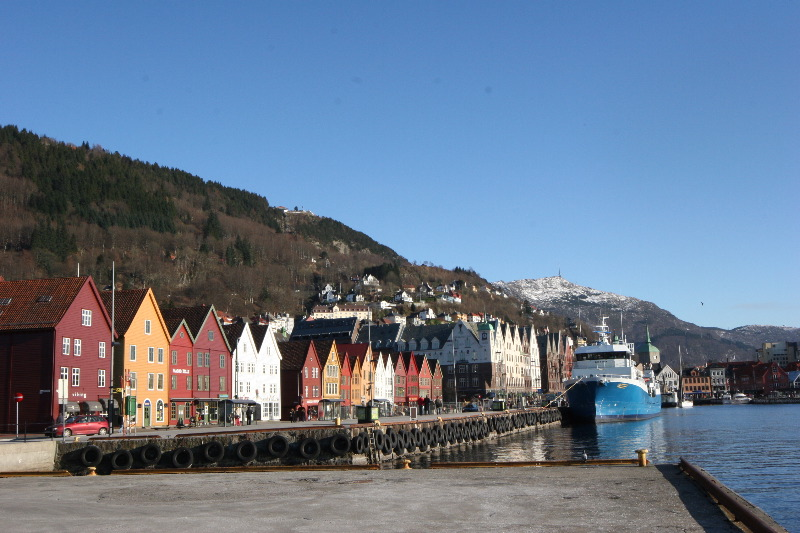
Bryggen i Bergen blev återuppbyggd efter stadsbranden 1702.

Ludvigs kunskapstörst förde honom dock snart tillbaka till farbrodern i Bergen, där han stannade och studerade vid katedralskolan tills staden brann ner 1702.
Han sändes till Köpenhamns universitet. Men han gjorde snart av med sina pengar, och kom tillbaka till Norge igen, där han tog anställning som informator hos en prost på Voss. Han reste tillbaka till Köpenhamn, där han 1704 tog teologisk ämbetsexamen och samtidigt lärde sig engelska, franska och italienska.
Han tog återigen tjänst som informator, denna gång hos Smith i Bergen.

### Vidarestudier och undervisning
Smiths samling av reseskildringar och notater från resor väckte en reslust hos den unge Holberg. I slutet av år 1704 gick han med ytterst små medel ombord på ett skepp som skulle till Nederländerna. Han kom så långt som till Aachen. Där fick han dock en febersjukdom och led så mycket av svaghet och fattigdom, att han på egen hand vandrade till Amsterdam och därifrån reste tillbaka till Norge. Generad över att återvända så snart till Bergen stannade han i Kristiansand, där han bodde över vintern och levde på att undervisa i franska.
Våren 1706 reste han tillsammans med en student som hette Brix via London till Oxford, där han studerade i två år och tjänade sitt uppehälle genom att undervisa i fiol- och flöjtspel. Via London och Helsingör reste han omsider till Köpenhamn för tredje gången, och han började att föreläsa vid universitetet. Folk kom på hans föreläsningar, men han fick inget betalt.

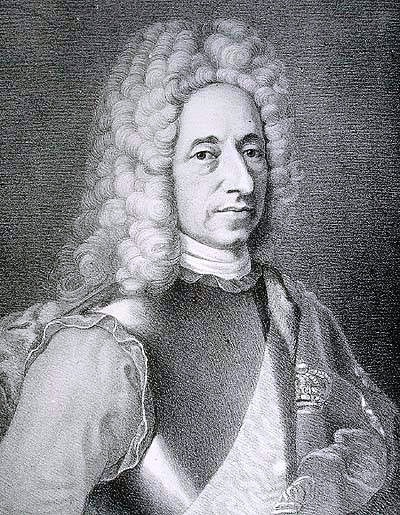
Fredrik IV

### De första arbetena – hans historiska period
1709 fick Holberg en förfrågan om att följa en rik ung gentleman till Dresden. På hemresan föreläste han i Leipzig, Halle och Hamburg. I Köpenhamn började han att skriva och 1711 kom hans första arbete, En introduksjon til historien til Europas nasjoner. Han fick tillåtelse att presentera två essämanuskript för kung Fredrik IV – om Kristian IV och Fredrik III. Kungen utnämnde honom strax efter till professor, och han mottog dessutom ett resestipendium.
1714 besökte Holberg flera länder i Europa, och han tillryggalade stora avstånd till fots. Från Amsterdam gick han genom Rotterdam till Antwerpen, tog en båt till Bryssel, gick vidare till fots till Paris, Marseille, och tog så sjövägen till Genua. På den sista turen fick han ett allvarligt feberanfall. Under konvalescensen reste han vidare till Civita Vecchia och Rom. Då våren kom var han fortsatt fattig och med dålig hälsa, men han gjorde hemresan till fots via Florens, Bologna, Parma, Piacenza, Torino, över Alperna, genom Savoia och Dauphiné till Lyon, och till slut till Paris. Efter att ha tillbringat en månad i Paris, gick han till Amsterdam, seglade till Hamburg och kom så tillbaka till Danmark 1716. Han tillbringade de nästkommande två åren i extrem fattigdom, och publicerade sin Introduction Til Naturens- Og Folke-Rettens Kundskab.
1718 blev Holberg utnämnd till professor i metafysik vid universitetet i Köpenhamn, senare i latinsk vältalighet (1720-1730) och historia (från 1730 till sin död). 1720 blev han folkets språkrör i kyrkorådet. Detta gjorde att tiden med penningproblem var över.

### Den poetiska/komiska perioden
Hittills hade Holberg endast skrivit om rättsvetenskap, historia, humaniora och filologi, men i en dispyt med juristen Anders Højer från Flensburg visade han sina satiriska egenskaper. Fram till 1728 gjorde han verk som var en ny stil av humoristisk litteratur, under pseudonymen Hans Mikkelsen. Den komisk-episka dikten Peder Paars, den första av de dansk-norska klassikerna, kom 1719. Denna dikt var en briljant satir på dåtidens maner, och det blev en oöverträffad succé. Men den förnärmade flera mäktiga personer, och om inte greve Danneskjold hade berättat gott för kungen om honom, är det möjligt att Holbergs karriär kunde ha blivit kortvarig. De nästa två åren skrev han fem kortare satirer som alla blev väl mottagna av läsarna.
Den stora begivenheten 1721 var upprättandet av Danmarks första offentliga teater i Grønnegade i Köpenhamn. Holberg blev teaterns första husdiktare. Enkla verk, som till exempel Karrig Niding av Hieronymus Justesen Ranch förekommer, men i huvudsak kände danskarna teatern genom kontinentala teatergrupper som spelade på franska eller tyska. Holberg bestämde sig för att bruka sin talang till att bygga upp en egen dansk komediscen. Det första av hans stycken som blev framfört, var Den politiske Kandestøber. Han skrev nu komedier i ett rasande tempo, och innan utgången av 1722 hade teatern med stor framgång uppfört bland annat Den Vægelsindede, Jean de France, Jeppe paa Bierget och Gert Westphaler. Under 1723 följde så Barselstuen, Den ellevte Juli, Jacob von Thyboe, Den Stundesløse, Erasmus Montanus, Don Ranudo, Ulysses av Ithaca, Uten Hoved eller Hale och flera. Det mest kända stycket från 1724 är Henrik og Pernille.
Men trots denna uppblomstring av dramatisk genialitet och hårt arbete, hamnade teatern i ekonomiska svårigheter och måste stänga. Kraftansträngningen hade också tagit på Holbergs hälsa, och han gav sig ut på en ny utlandsresa. Han vandrade genom Belgien till Paris, där han tillbringade vintern. Våren 1726 vände han åter till Köpenhamn.
Den stora stadsbranden i Köpenhamn 1728 tog inte bara Holbergs hus och det mesta av hans ägodelar, den förde också landet in i en nationell fattigdom och depression. En följd av krisen var att pietismen vann fotfäste vid hovet och också hos folket. Pietisterna var naturligt nog mindre sympatiskt inställda till komedier, och han fann det bäst att avsluta sin poetiska bana. Det gjorde han med en samlingsutgåva av sina dramatiska verk 1731, med ett tillägg av fem stycken verk som aldrig blev uppförda under hans livstid.

### Den filosofiska perioden
Under de följande tjugo åren hängav sig Holberg åt att skriva verk av historisk, filosofisk och statistisk art. Under denna period publicerade han en politisk satir kallad Metamorphosis (1726), en Beskrivelse af Danmark og Norge (1729), Danmarks Historie, en kyrkohistoria, biografier om berömda män, Moralske Tanker, en Beskrivelse af Bergen (1737), en Jødenes Historie, och andra lärda och tidskrävande arbeten. Holbergs enda skönlitterära verk från den här perioden var Nicolai Klimii iter subterraneum (1741), senare översatt av Baggesen till Niels Klims underjordiske Rejse. 1735-1736 var han rektor vid Köpenhamns universitet, från 1737 kvestor (ekonomichef).

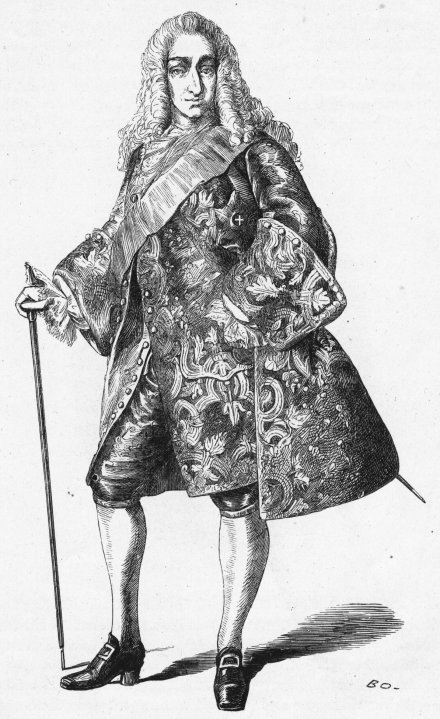
Kristian VI

Efter Kristian VI:s död 1746 tappade pietismen fotfäste vid hovet, och teatern öppnades åter med Holberg som direktör, men han drog sig snart tillbaka från direktörskapet. Hans sista verk är fem band med Epistlar, den sista utgiven postumt 1754. 1747 blev han utnämnd till Baron af Holberg. Han levde nu tillbakadraget på sitt gods på Sorø på Sjælland, och dog i Köpenhamn den 28 januari 1754, under sitt sjuttionde år.

## Vapensköld
Innan han blev utnämnd till baron använde Holberg ett sigill med bland annat en bergstopp som figur.
Kompositionen av vapenskölden han tilldelades som baron, skall han själv ha haft ett visst inflytande över. Vapnet har en sköld som är fyrdelat av silver och rött, med i fält 1. och 4. en grön gran och i fält 2. och 3. en lyra under en stjärna (symbol för diktning), båda i guld. Mitt på en blå hjärtsköld med ett berg i silver med ett öppet fält mitt på (symbol för namnet, «hult berg»). Vapnet har två hjälmar varje med en rangkrona för friherre, den 1. med en grön gran, och den 2. med lyran under stjärnan, båda i guld. Som en form för sköldhållare är det på var sida om skölden en framkommande och liggande, sfinx i silver.
Vapnet är ett så kallat talande vapen där figuren i hjärtskölden anspelar på namnet.

### Komedier
- Den Politiske Kandestøber (1722)

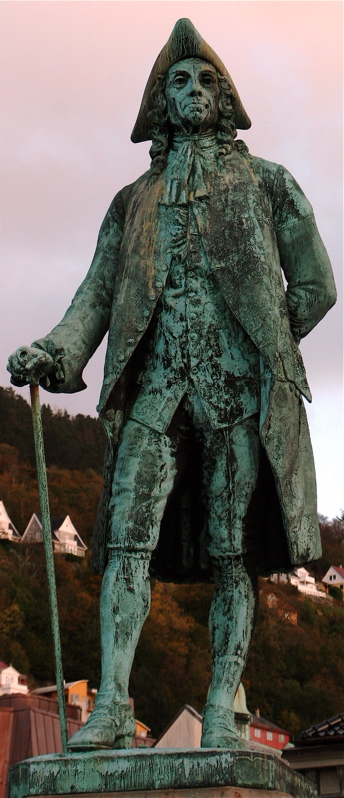
Holbergstatyn på Vågsalmenningen i Bergen är gjord av John Börjeson och blev avtäckt 3 december 1884.

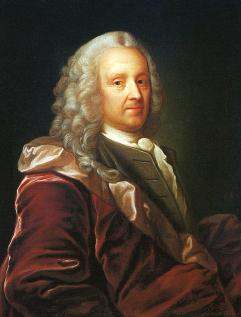
Den norsk-danska författaren Ludvig Holberg (1684-1754) målad 1847 av den danska målaren Jørgen Roed

  - Den politiske kanngjutaren (översättning Per Erik Wahlund). Ingår i Tre komedier (Forum, 1966)
- Den Vægelsindede (1722)
  - Madame April-wäder (översättning Magnus Lagerström, Stockholm, 1736)
  - Madame April (okänd översättare). Ingår i Holbergs komedier: pjäsbok till Radioteaterns huvudserie 1963/64 (Sveriges Radio, 1963)
- Jean de France eller Hans Frandsen (1722)
  - Jean de France eller Hans Frantzson (översättning Magnus Lagerström, Stockholm, 1744)
- Jeppe paa Bierget eller den forvandlede Bonde (1722)
  - Jeppe Nilszon på berget eller Den förwandlade bonden (översättning Magnus Lagerström, Stockholm, 1735)
  - Jeppe på berget eller Bonden blifwen Adelsman: komedi i 5 akter ("fritt efter Holberg") (översättning C. O. Ekblad, Ekblad, 1859)
  - Den riksbekanta lustiga komedien om Jeppe Nilsson på berget eller den till baron förvandlade bonden, samt hans argsinta hustru Nilla med karbasen: folkpjes i 5 akter (anonym översättning, Visförlaget, 1919)
  - Jeppe på Berget: komedi (bearb. för amatörteatern av Torsten Friedlander, Elander, 1938)
  - Jeppe på berget eller den förvandlade bonden: komedi i fem akter (översättning och bearbetning Ebbe Linde, E. Linde, 1950)
  - Jeppe på berget (okänd översättare). Ingår i Holbergs komedier: pjäsbok till Radioteaterns huvudserie 1963/64 (Sveriges Radio, 1963)
  - Jeppe på berget (översättning Per Erik Wahlund). Ingår i Tre komedier (Forum, 1966)
  - Jeppe på berget eller den förvandlade bonden: komedi i fem akter (översättning Hans Alfredson, Kungl. Dramatiska teatern, 1986)
  - Jeppe på berget (otryckt översättning av Lucas Svensson för Stockholms stadsteater 2011)
- Mester Gert Westphaler (1722)
  - Mäster Gerdt Westphaler, eller: Then prat-siuke och mång-talige barberaren (översättning Magnus Lagerström, Stockholm, 1737)
- Barselstuen (1723)
- Den ellefte Junii (1723)
- Jacob von Tyboe eller den stortalende Soldat (1723)
- Ulysses von Ithacia (1723)
  - Odysseus von Ithacien eller En tysk komedi (översättning Per Erik Wahlund, Natur och kultur, 1964)
  - Odysseus von Ithacien (okänd översättare). Ingår i Holbergs komedier: pjäsbok till Radioteaterns huvudserie 1963/64 (Sveriges Radio, 1963)
- Erasmus Montanus eller Rasmus Berg (1723)
  - Erasmus Montanus, eller Rasmus Berg: comoedie af fem öpningar (översättning Fredric Anagrius, Västerås, 1756)
  - Erasmus Montanus (okänd översättare). Ingår i Holbergs komedier: pjäsbok till Radioteaterns huvudserie 1963/64 (Sveriges Radio, 1963)
  - Erasmus Montanus (översättning Per Erik Wahlund). Ingår i Tre komedier (Forum, 1966)
- Don Ranudo de Colibrados (1723)
  - Don Ranudo de Colibrados, eller Fattigdom och högfärd (översättning Ernst Henrik Berling, Lund, 1745)
  - Don Ranudo de Colibrados eller Fattigdom och högfärd: komedi i 4 akter (Efter Holberg och Kotzebue) (översättning Johan Olof Imnelius, Stockholm, 1820)
- Uden Hoved og Hale, 1723
- Den Stundesløse (1723)
  - Den rastlöse (okänd översättare). Ingår i Holbergs komedier: pjäsbok till Radioteaterns huvudserie 1963/64 (Sveriges Radio, 1963)
  - Den jäktade: komedi i tre akter (otryckt översättning av Tore Zetterholm för Göteborgs stadsteater 1966)
  - Den rastlöse (översättning Per Erik Wahlund, Appelberg, 1970)
  - Den stressade (översättning Sven Melander för Fredriksdalsteatern 2015)
- Hexerie eller Blind Allarm (1723)
- Melampe (1723)
- Det lykkelige Skibbrud (1724)
- Det Arabiske Pulver (1724)
- Mascarade (1724)
  - Mascaraden uti några samtal, utdragne utur en af baron Hollbergs comedier (anonym översättning, Stockholm, 1779)
  - Maskerad (okänd översättare). Ingår i Holbergs komedier: pjäsbok till Radioteaterns huvudserie 1963/64 (Sveriges Radio, 1963)
- Julestuen (1724)
  - Jul-stuga: comoedie i en act (anonym översättning, Stockholm, 1771)
- De Usynlige (1724)
  - De osynliga: komedi i tre akter (översättning Allan Bergstrand, Föreningsvaror, 1956)
- Kildereisen (1725)
  - Resan til Sanct Ragnilds källa midsommar-afton, eller Den enleverade köpmans-dottren: comedie uti tre acter (anonym översättning, Stockholm, 1779)
- Henrich og Pernille (1724-1726)
  - Henrik och Pernilla (översättning Allan Bergstrand, Föreningsvaror, 1954)
  - Henrik och Pernilla (okänd översättare). Ingår i Holbergs komedier: pjäsbok till Radioteaterns huvudserie 1963/64 (Sveriges Radio, 1963)
- Den pantsatte Bondedreng (1726)
  - Den pantsatte bondedrängen (översättning Arvid Lilliestierna, Västerås, 1759)
- Pernilles korte Frøkenstand (1727)
- Den Danske Comoedies Liigbegængelse (1727)
- Den honette Ambition (1731)
- Plutus eller Proces imellem Fattigdom og Riigdom (utg. 1753)
  - Lust-spel om fattigdom och högfärd, förestäldt uti fem öpningar (anonym översättning, Västerås, 1780)
  - Plutus eller Procesz emellan fattigdom och rikedom: en heroisk comoedie uti fem öpningar (anonym översättning, Västerås, 1781)
- Husspøgelse eller Abracadabra (utg. 1753)
- Philosophus udi egen Indbildning (utg. 1754)
- Republiqven eller det gemeene Bedste (utg. 1754)
- Sganarels Rejse til det philosophiske Land (utg. 1754)

### Dikter
- Peder Paars (1720)
  - Baron Ludvig Holbergs Po.e.ma heroico-comicum, angående den berömlige Peder Pårses hjelte-bedrifter (översättning Esaias Zachariae Plantin, Stockholm, 1750)
- 4re Skæmtedigte (1722)
- Metamorphosis eller Forvandlinger (1726)
  - Metamorphosis eller Förwandlingar, utgifne af Hans Mikkelsen borgare och inwånare i Callundborg (översättning Johan Browallius, Stockholm, tryckt hos Lars Salvius, 1744)

### Roman
- Nicolai Klimii iter subterraneum (1741; översatt till danska av Hans Hagerup 1742 som Niels Klims underjordiske Rejse)
  - Nicolai Klimii resa uti den underjordiska werlden, som inneholler en ny underrättelse om jordens beskaffenhet, och historia om den femte monarchien, okunnig alt hit intils (översättning Christian Gustafsson Roman, Stockholm, 1746)
  - Niels Klims underjordiska resa (översättning från danska av Erik Carlqvist, h:ström, 2007)

### Essäer
- Moralske Tanker (1744)
  - Lud. Holbergs Moraliska tankar (anonym översättning, Västerås, 1782)
- Epistler (1748–1754)
- Moralske Fabler (1751)
  - Sedolärande fabler, med bifogade förklaringar (översättning Johan Miklin, Linköping, 1764)

### Vetenskapliga verk
- Introduction til de fornemste Europæiske Rigers Historier (1711)
- Morals Kierne eller Introduction til Naturens og Folke-Rettens Kundskab (1716)
  - Kunskap om naturens lag och folk-rätten ... (översättning Magnus Orrelius, Västerås, 1789)
- Dannemarks og Norges Beskrivelse (1729)
- Dannemarks Riges Historie (1732–1735)
- Den berømmelige Norske Handel-Stad Bergens Beskrivelse (1737)
- Almindelig Kirke-Historie (1738)
- Den jødiske Historie fra Verdens Begyndelse, fortsat til disse Tider (1742)
  - Flavii Josephi Judiske historia. [Del 6], Wid Fl. Josephi Judiska historia, tilökning ifrån Jerusalems förstöring til närwarande tid, tagen af baron Ludvig Holbergs historia om judarna (översättning Maria Gustava Gyllenstierna, Stockholm, 1752)
- Adskillige store Helte og berømmelige Mænds sammenlignede Historier (1739–1753)
  - Märkwärdiga lefwernes-beskrifningar (Stockholm, 1757) ["Anonymt utgivna översättningar och bearbetningar av C.C. Gjörwell. Grundar sig på L. Holbergs 'Heltinder' resp. 'Helter' [m.fl.]", anm. i Libris]
- Adskillige Heltinders og navnkundige Damers sammenlignede Historier (1745)
  - Märkwärdiga lefwernes-beskrifningar (Stockholm, 1757) ["Anonymt utgivna översättningar och bearbetningar av C.C. Gjörwell. Grundar sig på L. Holbergs 'Heltinder' resp. 'Helter' [m.fl.]", anm. i Libris]
  - Samling af namnkunniga damers lefwernes-beskrifningar (anonym översättning, Stockholm, 1780-1785)

Ej identifierade svenska översättningar
- Öfwersättning af baron Holbergs betänkande om historier (översättning Henrik Julius Voltemat, Stockholm, 1749)
- Hasenskräck eller Storskrytaren, comedia i 5 öpningar (anonym översättning, Norrköping, 1756) [Länk till fulltext (PDF-fil)]
- Den förvandlade brudgummen: komedi i en akt (översättning Allan Bergstrand, 1954)

## Eftermäle
Nedslagskratern Holberg på planeten Merkurius är uppkallad efter honom.